# Bernard de Mandeville
Bernard de Mandeville (Rotterdam, 15 novembre 1670 – Hackney, 21 gennaio 1733) è stato un medico e filosofo olandese.
Di origine olandese, visse ininterrottamente dal 1693 in Inghilterra. 
Ebbe fama ai suoi tempi come poeta satirico per il suo poemetto scritto nel 1705 in inglese con il titolo The Grumbling Hive, or Knaves Turn'd Honest (L'alveare scontento, ovvero i furfanti divenuti onesti) e ripubblicato nel 1714 con il titolo Fable of the Bees: or, Private Vices, Publick Benefits (La favola delle api: ovvero vizi privati, pubbliche virtù). Il volume è stato poi ripubblicato, in un'edizione ampliata nel 1723 e nella versione definitiva, con ulteriori aggiunte, nel 1724.

## Biografia
Bernard Mandeville o de Mandeville appartenne a una ricca famiglia di politici e medici olandesi. Le notizie sulla sua vita sono frammentarie. Si sa che frequentò fino all'ottobre del 1685 a Rotterdam la "Scuola Erasmiana di Grammatica" dove si tenevano corsi per la composizione oratoria. L'orazione composta da Mandeville al termine del corso intitolata De medicina oratio scholastica (Discorso scolastico sulla medicina) è rivelatrice del suo iniziale interesse per la medicina.
Il 17 settembre 1686 si iscrisse alla facoltà di filosofia dell'Università di Leida dove, sotto la guida di Burcherus de Volder, pronunciò una dissertazione filosofica dal titolo Disputatio philosophica de brutorum operationibus (Discussione filosofica su i comportamenti degli stupidi) dove sostiene la completa mancanza di un'attività intellettuale negli animali, esseri sciocchi. Il 17 settembre e il 5 ottobre 1690 scoppiarono a Rotterdam dei tumulti a seguito della esecuzione capitale di Cornelius Costerman reo dell'uccisione di un esattore delle tasse. Il giovane Mandeville venne coinvolto insieme al padre in questi avvenimenti per aver composto e affisso pubblicamente una poesia satirica contro il borgomastro della città che aveva condannato a morte il Costerman. Nella breve satira intitolata Sanctimonious Atheist Bernard presentava il borgomastro come un ateo che ipocritamente si atteggiava a moralista.
A seguito di questi avvenimenti tutta la famiglia Mandeville fu espulsa da Rotterdam nel 1692 e si trasferì ad Amsterdam dove dieci anni più tardi morì il padre, Michel. Nel frattempo, il 30 marzo 1691 Bernard si era laureato in medicina sotto la guida e l'insegnamento di Wolferd Senguerd con una tesi dal titolo Disputatio medica inauguralis de chylosi vitiata, in cui analizzava il processo della digestione e evidenziava le principali cause dell'indigestione. Dopo la morte del padre, Bernard decise di trasferirsi in Inghilterra dove assieme all'attività letteraria, prima come traduttore poi come polemista satirico, esercitò la medicina nel settore delle malattie nervose avendo elaborato una terapia fondata sulla parola (Treatise of the Hypochondriack and Hysterick Diseases, 1730). Per la sua attività di medico subì un'accusa e un successivo processo nel 1693 a Londra per averla praticata senza il regolare permesso.
Le fonti riferiscono che il 17 settembre del 1694 gli venne a Whitehall concesso il passaporto e che il 1º febbraio del 1699 sposò a St. Giles-in-the-Fields, Ruth Elisabeth Laurence, dalla quale ebbe, appena dopo un mese dal matrimonio, un figlio, Michael e, più tardi, una figlia, Penelope. Ulteriore traccia della sua vita è la partecipazione come interprete al processo di divorzio del duca di Norfolk nel febbraio del 1700, per tradurre la testimonianza di una serva olandese del duca. Sappiamo infine che nel luglio del 1723 il Grand Jury del Middlesex pronunciò una denuncia, che non ebbe seguito, di opera socialmente dannosa nei confronti del libro a cui è legata la fama di Mandeville: La favola delle api (The Fable of the Bees).
Bernard morì la domenica mattina del 21 gennaio 1733 ad Hackney. La notizia della morte è registrata nella parrocchia di St. Stephen, in Coleman Street a Londra.

## Il pensiero

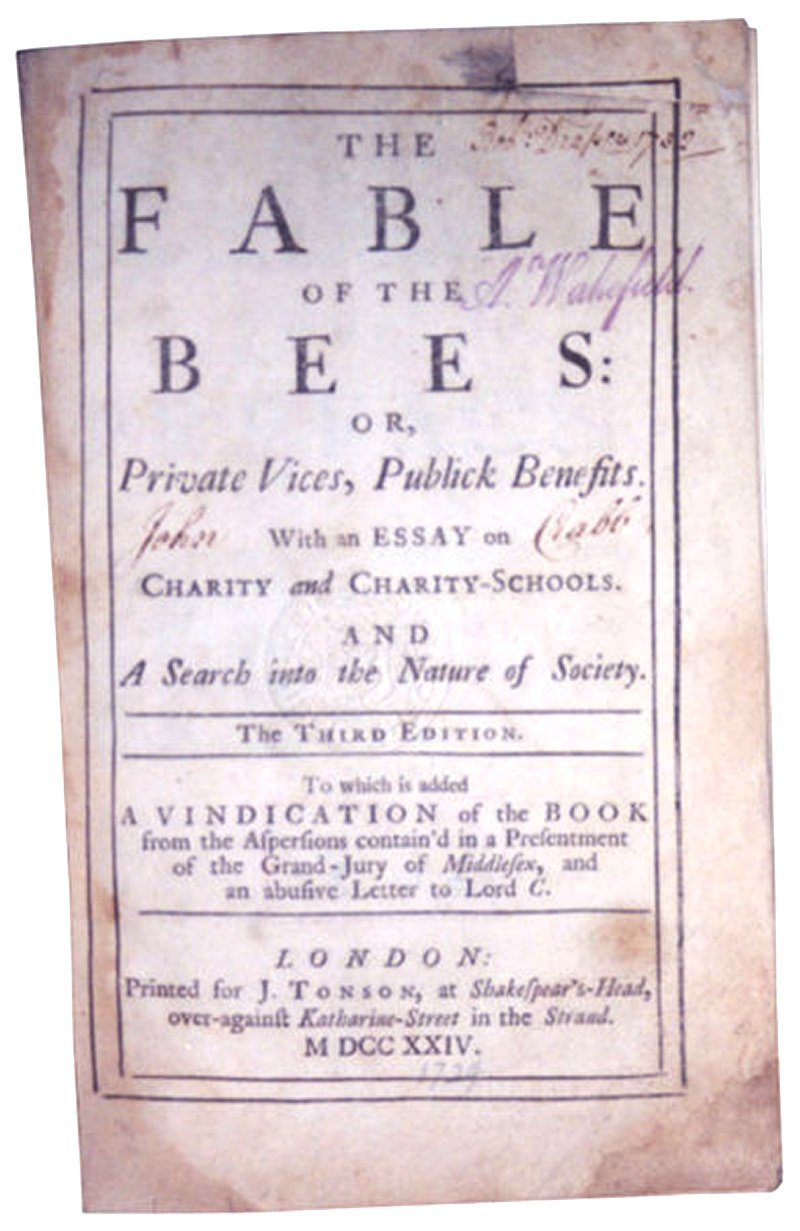
Copertina della edizione del 1724 de La favola delle api

Nell'esercizio della sua professione Mandeville era stato assertore del metodo empiristico così com'era stato teorizzato da Francesco Bacone. Nelle polemiche che all'epoca agitavano gli studiosi dell'università di Leyden divisi tra aristotelici e cartesiani, Bernard si era schierato con questi ultimi.
Successivamente, attratto dalla filosofia di Pierre Gassendi, noto esponente del libertinismo filosofico "erudito", il suo pensiero assunse sempre più un'impronta materialista.
Il pensiero di Mandeville si può desumere dal suo poemetto La favola delle api, all'inizio, nell'edizione del 1705, di soli 433 versi e successivamente ampliato nel 1714, nel 1723, nel 1724 e nel 1728 fino a divenire un'opera in due tomi.
Mandeville vuole fare luce «sull'anatomia della parte invisibile dell'uomo» per evidenziarne, quasi in senso medico, la struttura dei comportamenti economici, morali, religiosi e politici.

### Le passioni nella vita dell'uomo
La vita dell'uomo risponde a «un composto di diverse passioni ciascuna delle quali, se viene eccitata e diventa dominante, di volta in volta lo governa, lo voglia egli o meno». Le passioni predominanti sono l'amor di sé (self-love) e l'amor proprio (self-liking): il primo coincide con l'istinto di autoconservazione di cui aveva scritto Hobbes, mentre l'amor proprio si rifà alla concezione dell'amour-propre éclairé (amor proprio illuminato) di Pierre Nicole, ossia a quel desiderio innato che ha l'uomo di essere apprezzato e lodato per le sue azioni.

### L'origine della società
È l'amor proprio che spinge gli uomini ad associarsi sin dall'originario stato di natura e non l'istinto sociale aristotelico e neppure il potere assoluto del Leviatano di Hobbes.
Nell'opera Ricerca sull'origine della virtù morale del 1714 Mandeville riprende la teoria libertina dell'impostura politica delle religioni sull'origine della società secondo la quale tutte le manifestazioni storiche della divinità sono il risultato di volontà umane tese al controllo politico della società tramite il radicamento superstizioso nell'animo umano dei principi di obbedienza alle leggi, del rispetto dell'autorità, del controllo sociale dei comportamenti privati.
Dal 1728 il suo pensiero sociale muta avanzando un'originale teoria evoluzionista della società. Partendo dall'originario nucleo della famiglia e dagli elementi costitutivi di essa, Mandeville ipotizza tre momenti fondamentali dell'evoluzione della società: all'inizio gli uomini collaborano tra loro per la paura e per organizzare una difesa dalle bestie feroci, quando poi il pericolo è rappresentato da altri uomini, gli stessi per difendersi si uniscono in gruppi di famiglie, in clan ed infine, terzo decisivo momento dello sviluppo sociale è l'invenzione della scrittura.

### La morale
Per quanto riguarda la morale secondo Mandeville la virtù è «ogni atto con cui l'uomo, andando contro l'impulso della natura, ricerca il vantaggio degli altri, o la vittoria sulle sue passioni, per un'ambizione razionale di essere buono». L'uomo cerca di comportarsi moralmente, forzando la sua natura, per mostrarsi buono: è l'amor proprio che lo spinge a tentare di agire per favorire il prossimo ma inutilmente poiché egli non può, preda com'è delle passioni, seguire i dettati della ragione e agire virtuosamente.

### L'economia
Sul piano economico sostiene l'autonomia dell'economia dalla morale e da posizioni inizialmente mercantiliste nel corso degli anni si sposta verso concezioni via via sempre più liberiste arrivando a sostenere l'utilità del lusso. 
la fame è una piaga spaventosa, senza dubbio,
ma chi digerisce e prospera senza di essa?»
(B.de Mandeville, La favola delle api)
Certo un libertino agirà per soddisfare i suoi vizi ma «la sua prodigalità darà lavoro ai sarti, ai servitori, ai profumieri, ai cuochi e alle donne di vita: tutti questi a loro volta si serviranno dei fornai, dei falegnami ecc.» Dunque della rapacità e violenza del libertino se ne avvantaggerà tutta la società nel suo insieme.
La sua teoria che i comportamenti viziosi generano la prosperità collettiva, ispirò numerosi autori d'economia come Adam Smith o Ayn Rand autrice dell'opera dal significativo titolo La virtù dell'egoismo.
In modo più estremo Mandeville arriva a sostenere la necessità del vizio poiché la ricerca della soddisfazione egoistica del proprio interesse è la condizione prima della prosperità.
Coloro che invece impostano la loro esistenza secondo il virtuoso principio di accontentarsi della propria condizione, questi in effetti conducono la loro vita nella rassegnazione e nella pigrizia danneggiando la produzione industriale, causando la povertà della nazione ed ostacolando il prodigioso sviluppo che sta portando l'Inghilterra alla Rivoluzione industriale.
Anche le calamità concorrono al benessere generale: il rovinoso incendio di un quartiere londinese ha provocato lutti e rovine, ma ora quelle costruzioni ridotte a macerie risorgerano più belle di prima grazie al lavoro di schiere di carpentieri, manovali ecc. che godranno per il nuovo lavoro di una vita più confortevole. Ecco un esempio che dimostra come la somma dei benefici causati da quell'evento disastroso abbia superato la somma dei lutti. Questo vale anche per le guerre dove ad ogni distruzione segue una grande rinascita.

### La religione
Anche per la religione Mandeville segue le teorie libertine sostenendo l'origine psicologica degli atteggiamenti religiosi che originano essenzialmente dalle passioni umane, in primis dalla paura della morte.

### La politica
Sul piano politico critica sia il contrattualismo, la teoria politica che concepisce lo stato come originato da un contratto sociale tra i cittadini e il potere, sia la teoria contrapposta dell'umanesimo civico (Machiavelli, Guicciardini) concezione che ha sempre creduto che tutto ciò che danneggia l'ordinata vita sociale, sia che venga dall'esterno o che abbia messo radici all'interno dello stato, siano gli stessi cittadini a doverlo combattere in ogni modo per estirparlo. Mandeville preferisce schierarsi in favore della tradizione che si richiamava alla Ancient Constitution, a quella Costituzione non scritta che regolava la vita politica inglese. Nel dibattito politico del suo tempo fu un sostenitore del partito whig e soprattutto della politica di Robert Walpole.

## La critica del suo pensiero
Si è detto come Mandeville imposti il suo pensiero rifacendosi al materialismo di Hobbes e alle spregiudicate teorie politiche di Machiavelli. In realtà traspare da tutta la sua dottrina una complessiva visione teologica secondo la quale il piacere, ossia tutto quello che supera anche di poco i limiti della soddisfazione dei bisogni essenziali, debba considerarsi moralmente riprovevole e quindi vizioso. Se da una parte quindi sembra sostenere i vantaggi del vizio, condannando ogni morale ascetica e rinunciataria, d'altra parte condanna come peccaminoso tutto ciò che lo sviluppo economico industriale e culturale dell'Inghilterra del '700 offriva all'uomo per condurre una vita meno sottoposta ai disagi e alle fatiche.
Mandeville si dimostrò incapace di cogliere i primi segni di una morale umanistica e laica capace di apprezzare quanto di buono vi era nello sviluppo tecnico e culturale della prima rivoluzione industriale separandolo dagli aspetti deteriori di asservimento e sfruttamento dell'uomo.
Anche quando esalta il lusso seguendo pedissequamente le teorie liberiste, Mandeville dimostra di essere ancora sulla linea del capitalismo commerciale, secondo il quale la ricchezza consisteva soprattutto nella circolazione delle merci; egli non ha colto la novità del capitalismo industriale per il quale la condizione essenziale dello sviluppo e della ricchezza è rappresentata dall'accumulazione del capitale, cioè da quel risparmio, tipico dei severi ascetici puritani, che accumulando denaro, piuttosto che bruciarlo nel lusso, lo investivano generando produzione e ricchezza.(cfr. Ludovico Geymonat, Storia del pensiero filosofico e scientifico, vol. III, Garzanti, Milano, 1971, pagg. 65-66)
Queste considerazioni critiche dello storico della filosofia Ludovico Geymonat sono state a loro volta accusate di essere anacronistiche poiché pretendono di giudicare una dottrina in base a proprie convinzioni ideologiche ancora storicamente inesistenti al tempo in cui quel pensiero si era sviluppato. Non si può cioè criticare il pensiero economico di Mandeville in nome di una concezione economica marxista che si svilupperà un secolo dopo.
Altri interpreti del pensiero di Mandeville vi hanno visto piuttosto una sorta di richiamo delle concezioni vichiane dell'eterogenesi dei fini - o della "mano invisibile" di Adam Smith - secondo la quale i comportamenti particolari degli individui ispirati alla ricerca individuale del piacere e quindi al vizio raggiungano poi fini del tutto diversi nel conseguimento del benessere collettivo.

## Opere
- Typhon: a Burlesque Poem (1704)
- Aesop Dress'd, or a Collection of Fables writ in Familiar Verse (1704)
- The Virgin Unmasked (1709, 1724, 1731, 1742)
- Treatise of the Hypochondriack and Hysterick Passions (1711, 1715; 2ª edizione ampliata 1730); trad. it. Trattato sulle malattie ipocondriache e isteriche, a cura di D. di Iaso, Lecce, Multimedia, 2009.
- The Fable of the Bees (1714, 1723, 1724); trad. it. *"La favola delle api", a cura di T. Magri, Roma-Bari, Laterza, 1987.
  -  Bernard de Mandeville, Fable of the bees. 1, Oxford, Clarendon Press, 1924. URL consultato il 13 luglio 2015.
  -  Bernard de Mandeville, Fable of the bees. 2, Oxford, Clarendon Press, 1924. URL consultato il 13 luglio 2015.
- Free Thoughts on Religion (1720); trad. it. *"Liberi pensieri sulla religione, sulla chiesa e sul felice stato della nazione", a cura di A. Sabetti, Napoli, Liguori, 1985.
- A Modest Defence of Publick Stews (1724)
- An Enquiry into the Causes of the Frequent Executions at Tyburn (1725); trad. it. *"Ricerca sulle cause delle frequenti esecuzioni a Tyburn", a cura di M. Simonazzi, Genova, Il melangolo, 2006.
- "The Fable of the Bees. Second Part" (1728); trad. it. *"Dialoghi tra Orazio e Cleomene", a cura di G. Belgioioso, Lecce, Milella, 1978.
- The Origin of the Honour and the Usefulness of the Christianity in War (1732); *"Ricerca sull'origine dell'onore e sull'utilità del cristianesimo in guerra", a cura di A. Branchi, Firenze, La Nuova Italia, 1998.
- "Letter to Dion" (1732)